# Női 3 méteres szinkronugrás a 2018-as úszó-Európa-bajnokságon
A 2018-as úszó-Európa-bajnokságon a műugrás női szinkron 3 méteres versenyszámának fináléját augusztus 12-én, délután rendezték meg, a Royal Commonwealth Poolban.

## Versenynaptár
Az időpontok helyi idő szerint olvashatóak (GMT +00:00).
| Dátum                         | Időpont | Forduló |
| ----------------------------- | ------- | ------- |
| 2018. augusztus 12., vasárnap | 12:30   | Döntő   |

## Eredmény
| # | Versenyző                            | Ország                   | Pontok | Pontok | Pontok | Pontok | Pontok | Pontok |
| # | Versenyző                            | Ország                   | F1     | F2     | F3     | F4     | F5     | Össz.  |
| - | ------------------------------------ | ------------------------ | ------ | ------ | ------ | ------ | ------ | ------ |
|   | Elena Bertocchi / Chiara Pellacani   | Olaszország (ITA)        | 46,20  | 47,40  | 69,30  | 66,96  | 59,40  | 289,26 |
|   | Lena Hentschel / Tina Punzel         | Németország (GER)        | 46,80  | 45,60  | 63,00  | 62,10  | 69,30  | 286,80 |
|   | Nagyezsda Bazsina / Krisztina Ilinih | Oroszország (RUS)        | 48,00  | 50,40  | 60,30  | 63,00  | 61,20  | 282,90 |
| 4 | Grace Reid / Katherine Torrance      | Egyesült Királyság (GBR) | 48,60  | 49,20  | 68,40  | 65,10  | 39,60  | 270,90 |
| 5 | Inge Jansen / Celine van Duijn       | Hollandia (NED)          | 43,80  | 43,20  | 56,70  | 63,00  | 63,00  | 269,70 |
| 6 | Viktoriya Kesar / Hanna Piszmenszka  | Ukrajna (UKR)            | 46,80  | 40,80  | 59,40  | 67,50  | 54,87  | 269,37 |
| 7 | Madeline Coquoz / Jessica Favre      | Svájc (SUI)              | 40,20  | 40,20  | 48,60  | 63,00  | 58,50  | 250,50 |
| 8 | Anne Vilde Tuxen / Helle Tuxen       | Norvégia (NOR)           | 43,80  | 39,60  | 55,44  | 55,44  | 48,60  | 242,88 |
| 9 | Indrė Girdauskaitė / Genevieve Green | Litvánia (LTU)           | 43,20  | 42,60  | 42,84  | 51,12  | 52,65  | 232,41 |